# Jaume Torres i Grau
Jaume Torres i Grau, né à Barcelone (Espagne) en 1879 et mort dans la même ville le 23 juillet 1945, est un architecte espagnol catalan.
Il est notamment connu pour avoir construit plusieurs immeubles à Barcelone notamment l'immeuble de la poste centrale de la ville ou encore l'immeuble de Fomento de Obras y Construcciones.

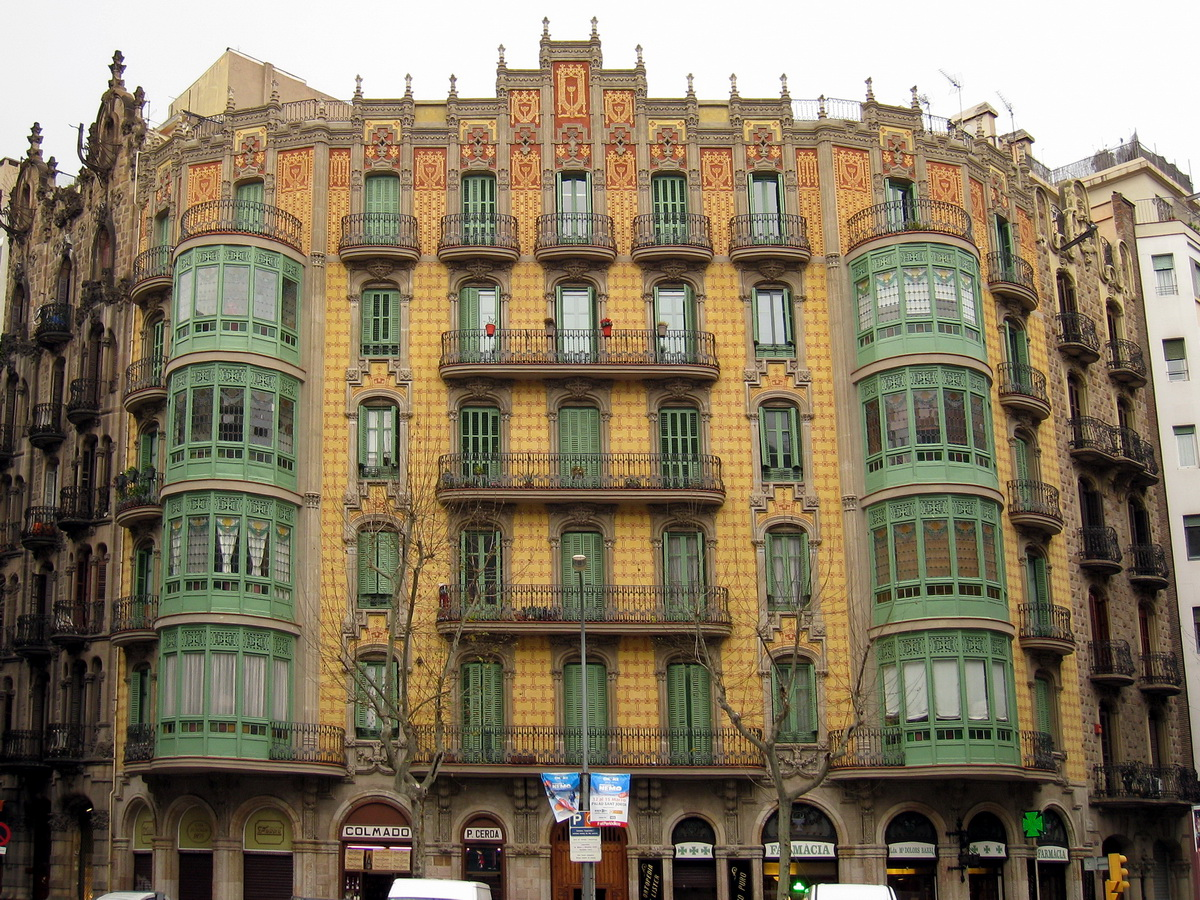
Le nº180 de la rue Aribau à Barcelone, conçu par Jaume Torres i Grau.